# René Muñoz
René Muñoz (* 19. Februar 1938 in Havanna; † 11. Mai 2000 in Mexiko-Stadt) war ein kubanischer Schauspieler und Drehbuchautor.

## Leben
Der in Kuba geborene Muñoz debütierte 1961 im spanischen Film Fray Escoba von Ramón Torrado. Nach einigen weiteren Filmen verlegte er seinen Lebensmittelpunkt nach Mexiko, wo er in zahlreichen Telenovelas zu sehen war. Ab Ende der 1980er Jahre schrieb er auch selbst für diese Formate, darunter die erste auf ein junges Publikum zielende Serie,  Quinceañera, aus der auch der Starstatus der Darsteller Thalía und Adela Noriega herrühren. 1992 schrieb er De frente al sol für Angélica Aragón und weitere Projekte. Auch als Schauspieler war er bis zu seinem recht frühen Krebstod weiterhin aktiv.

## Filmografie (Auswahl)
- 1961: Fray Escoba
- 1962: Bienvenido, padre Murray
- 1963: Cristo negro
- 1965: Los hijos que yo soñé
- 1975: Un mulato llamado Martín
- 1978: The Bees
- 1987: Die wilde Rose (Rosa salvaje)
- 1961: Fray Escoba
- 2001: Abrázame muy fuerte (Fernsehserie, mehrere Folgen)